# Sigmund Freud en son temps et dans le nôtre
Sigmund Freud en son temps et dans le nôtre est un essai de la femme de lettres, historienne et psychanalyste Élisabeth Roudinesco paru le 11 septembre 2014 aux éditions du Seuil. Il a remporté le prix Décembre le 6 novembre 2014, puis le prix des prix littéraires, le 17 décembre 2014.

## Résumé
L'essai met en perspective la figure du fondateur de la psychanalyse Sigmund Freud en son temps, ce qu'il était et pensait, et quel accueil et débats internes et externes ont provoqué les débuts de la psychanalyse, ce qu'il nous dit encore de lui et de nous.

## Réception
Selon Éric Coulombe et Serge J. Larivée, « À quelques exceptions près, dont Onfray et Van Rillaer, la presse française est globalement favorable au dernier ouvrage d’Élisabeth Roudinesco, Sigmund Freud en son temps et dans le nôtre. Un tel constat ne surprend guère puisque, de son propre aveu, la France est le pays le plus freudien du monde [...]. Il convient certes de reconnaître la qualité littéraire du texte et l’exactitude de certains événements historiques relatés. Ces qualités ne permettent cependant pas de passer sous silence les omissions et les faussetés historiques qui transforment ici une biographie de Freud en un roman. »

## Édition
- Élisabeth Roudinesco, Sigmund Freud en son temps et dans le nôtre, Paris, Le Seuil, 2014, 592 p. (ISBN 978-2-02-118379-5, présentation en ligne)